# Distrito electoral de Ridnour (condado de Hitchcock, Nebraska)
Ridnour (en inglés: Ridnour Precinct) es un distrito electoral ubicado en el condado de Hitchcock en el estado estadounidense de Nebraska. En el Censo de 2010 tenía una población de 218 habitantes y una densidad poblacional de 2,33 personas por km².

## Geografía
Ridnour se encuentra ubicado en las coordenadas 40°13′12″N 101°2′28″O / 40.22000, -101.04111. Según la Oficina del Censo de los Estados Unidos, Ridnour tiene una superficie total de 93.56 km², de la cual 93.56 km² corresponden a tierra firme y (0%) 0 km² es agua.

## Demografía
Según el censo de 2010, había 218 personas residiendo en Ridnour. La densidad de población era de 2,33 hab./km². De los 218 habitantes, Ridnour estaba compuesto por el 99.08% blancos, el 0% eran afroamericanos, el 0.92% eran amerindios, el 0% eran asiáticos, el 0% eran isleños del Pacífico, el 0% eran de otras razas y el 0% pertenecían a dos o más razas. Del total de la población el 0.92% eran hispanos o latinos de cualquier raza.